# Лоренц (пушка)
Лоренц модел 1854 (енгл. Lorenz rifle), аустријска пушка капислара (изолучена мускета) конструисана средином 19. века. Аустријска варијанта француске пушке Миње, ове пушке представљале су врхунац прецизности и брзине гађања (2—3 метка у минуту) код пушака спредњача. Након аустријско-пруског рата (1866) већина је преправљена у ефикасније острагуше, које су постизале 7-9 метака у минуту.

## Карактеристике
Пушка система Лоренц ушла је у употребу аустријске пешадије после 1856. године. Била је то олучна пушка капислара која се пунила спреда Мињеовим зрном, калибра 14 мм. Имала је домет 900 корака. У аустријско-пруском рату (1866) пушке Лоренц показале су двоструко мању мању ватрену моћ од немачких острагуша Драјзе (2-3 према 7 метака у минуту), што је сматрано узроком брзог аустријског пораза. Непосредно након рата све преостале спредњаче овог типа преправљене су у острагуше типа Венцл.